# Генерал-полковник
Генерал-полковник (на немски: Generaloberst) е бивше българско военно звание, което е сменено от новото законодателство с „генерал-лейтенант“.

## Лексика
От лексикологична гледна точка съчетанието „генерал-полковник“ е несъстоятелно. Това е неправилен превод от немски Generaloberst, при който думата oberst е преведена като съществително, а не като прилагателно. В немския език званието е преходно между генерал и генерал-фелдмаршал и на български означава „най-главен генерал“. „Най-главен“ означава и думата der Oberst, което на български съответства на „полковник“, като се има предвид, че това е най-старшият офицерски чин. На френски съответното на Generaloberst звание е general en chef, което е било възприето и в руската армия по някое време. Но болшевишката армия въвежда през 1939 година некомпетентния превод от немски, който се възприема и от другите сателитни армии, включително – а вероятно на първо място – и в българската. Логическата линия на генералските звания е „генерал-лейтенант“, в превод заместник-генерал, "генерал от...(пехота, кавалерия, артилерия и т.н.)- и чак след това идва Generaloberst, след което е Generalfeldmarschal.